# 346 f.Kr.

## Händelser

### Efter plats

#### Grekland
- Filokratesfreden sluts mellan Makedonien och Aten. Enligt fördraget skall man sluta fred på grundval av status quo, men Filip II behåller rätten att straffa fokierna för att ha inlett det heliga kriget.
- De atenska politikerna Demosthenes och Timarkos förbereder sig för att anklaga Aischines för förräderi efter att han har försökt få atenarna att förlika sig med Makedoniens expansion in i Grekland. Eubulos förlorar sitt inflytande över Atens politik.
- Demosthenes säger att Filokratesfreden måste följas, även om han fördömer den.
- Efter Filokratesfreden går Filip II:s armé genom Thermopylepasset och besegrar fokierna. Aten gör ingenting för att hjälpa dem.

#### Sicilien
- Dionysios II återförs till makten i Syrakusa.